# Кід Орі
Едвард «Кід» Орі (англ. Edward "Kid" Ory; нар. 25 грудня 1886, Вудленд Плентейшн поруч з Ла Плейс, Луїзіана, США — пом. 23 січня 1973, Гонолулу, Гаваї, США) — американський джазовий тромбоніст і керівник джаз-оркестру.

## Життєпис

### Юність
Його предки — індіанці, французи та іспанці. Батьки володіли бавовняною плантацією недалеко від Нового Орлеану. У дитинстві вчився грати на кларнеті, трубі, банджо і фортепіано, але потім зупинив свій вибір на вентильному тромбоні, коли почав грати із своїми друзями у віці одинадцяти років. Регулярно навідував свою сестру в Новому Орлеані де грав з відомими музикантами.
У свої тринадцять Едвард відкладав гроші, щоб купити тромбон в одному з музичних магазинів Нового Орлеану — там і був запрошений грати разом з корнетистом Бадді Болденом. Його сім'я, однак, наполягала на тому, що він занадто молодий, щоб грати з Болденом і тому хлопець залишився вдома до 1907 року. Після свого 21-річчя, Орі покидає дім, щоб почати свою музичну кар'єру в Новому Орлеані.
Разом з друзями-музикантами у 1911 створює власний оркестр. Незабаром до них приєднався Джонні Доддс на кларнеті, коли Орі запропонував йому достатньо грошей, щоб він кинув свою роботу, у місцевій трамвайній компанії. В той же час, його скрипаль перейшов на корнет, і інструментальний склад групи змінився — почав нагадувати традиційний шаблон джаз-бенду. Група швидко стала однією з найуспішніших в Новому Орлеані і підтримувалася Орі ще сім років. В оркестр в різний час входили Джонні Доддс, Олівер Кінг, Луї Армстронг, Джиммі Нун, Джордж Льюїс (кларнетист) та інші.
У 1914 році Орі і Доддс виїхали до Чикаго, де він взяв на роботу Джо Олівера грати на корнеті у його гурті в Новому Орлеані. Кід робить піар-хід, оголошуючи Олівера провідним музикантом гурту, останній отримує прізвисько «Король Корнет». Коли Олівер покидає їх в 1916, щоб повернутися в Чикаго, Орі замінює його на місцевого корнетиста вундеркінда Луї Армстронга.

### Становлення як провідного джаз-виконавця
У 1919 році за рекомендацією лікарів переїхав до Лос-Анджелеса Каліфорнія (у нього виявили пневмонію). Почав брати уроки композиції. У 1921 році зібрав Сонячний Оркестр Орі, супроводжував блюзових вокалістів. У 1922 році Орі зробив історично значущий для себе набір записів в Лос-Анджелесі. Це були хіти — Ory's Creole Trombone і Society Blues із Ребом Спайксом за назвою «Spikes Seven Pods of Pepper Orchestra.»
Музика Орі продовжувала знаходити успіх в Каліфорнії до 1924 року, коли він розпустив групу і переїхав до Чикаго, щоб приєднатися до Луї Армстронга. У 1925—1927 працював у оркестрі Олівера Кінга, записувався з Джеллі Ролл Мортоном, Луїсом Расселом, Джонні Доддсом, з групами Луї Армстронга Гаряча П'ятірка і Гаряча Сімка (1926—1927). Орі грав і записувався з Oliver's Dixie Syncopators, Jelly Roll Morton's Red Hot Peppers, та іншими видатними ансамблями. Прикладом його роботи з Олівером є «Snag It» та "Wa Wa Wa, " записані у 1926 році. "Original Jelly Roll Blues, " "Doctor Jazz, « „Black Bottom Stomp“ і „Dead Man Blues“ — приклади роботи з Мортоном.

Тромбоніст здійснив свою першу поїздку в Нью-Йорк в 1927 році з групою Олівера, де вони грали в бальному залі Савой. Орі незабаром повернувся в Чикаго, де він виступав з Дейвом Пейтоном. Рік потому, він повернувся у Савой, цього разу з Кларенсом Блеком.

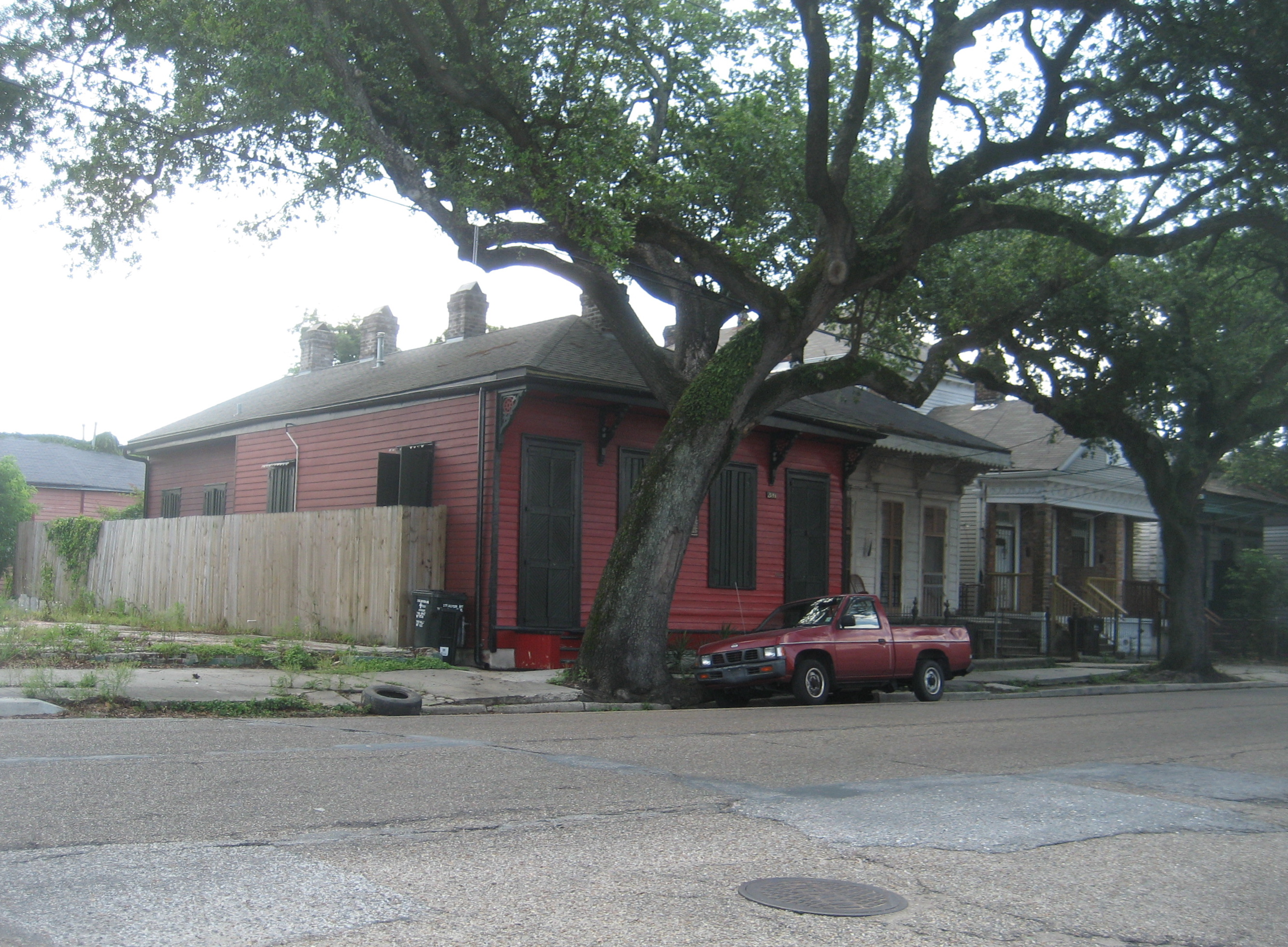
Резиденція Орі з 1910 р.

Популярність принесли власні теми — Savoy Blues, Muskrat Ramble та інші.
У 30-ті роки Велика депресія поглиблюється, робити живу музику стало складніше. Після зустрічі з керівником джаз-оркестру Фредді Вашингтоном, розчарування, що стосується питань оплати, Орі вирішив покинути музичний бізнес в цілому. І в 1931 році разом з братом придбав птахоферму.
Інтерес до бренду Орі з традиційного джазу почав відроджуватися в кінці тридцятих років, він вирішив покинути ферму, щоб відновити свою музичну кар'єру. Його повернення було в самому розпалі 1942 року в Лос-Анджелесі, підтримавши так званий диксилендовий ренесанс, грав з Барні Бігарді (1942), Банком Джонсоном (1943), зібрав власний бенд (Kid Ory's Creole Jazz Band). У 1946 році Кід Орі і його „Креольський Джаз-Оркестр“ почав виступати в Сан-Франциско, а також Лос-Анджелесі. Працює для радіошоу Орсона Уеллса. В тому ж році приєднався до Луї Армстронга.
Знімався в кінофільмах «Нью-Орлеан» (1946) та «Історія Бені Гудмена» (1956).
Кід Орі був прихильником диксиленду, однак, це стало приводом для критики з боку інших напрямків джазової спільноти. Новий (після Великої депресії) успіх диксиленду як народної музики збігся з появою бібоп-напрямку. Виникають дебати між бібоп-шанувальниками і прихильниками диксиленду це викликало розкол у джазовій спільноті. Орі і диксиленд-музикантів увічнили прізвиськом: "запліснявілі фіги. Тим не менш, Орі був прихильний сучасної музики і не критикував його бібоп-шанувальників. "Я не засуджую сучасних музикантів, " сказав Орі 1956 року в інтерв'ю журналу Down Beat: «Я не засуджую будь-які стилі музики. Я люблю, дивитися, як вони змінюються».
Незважаючи на критику, Орі вдалася довга та плідна друга кар'єра як одному з основних музикантів традиційного джазу. Надалі володів власними клубами в Лос-Анджелесі (1949—1953) і Сан-Франциско (1954—1961) протягом майже двох десятиліть. Проблеми зі здоров'ям змусили його призупинити записи в 1961 році, і він повністю пішов у відставку, а після кількох нападів пневмонії, оселився на Гаваях в 1966 році. Останній запис зроблений в Новому Орлеані в 1971 році.
Помер 23 січня 1973 року в Гонолулу.
Епітафія на могилі померлого: Орі — «батько диксиленд-джазу».